# 劉綱 (萬曆進士)
劉綱（16世紀—1600年），字惟張、號正峰，四川邛州籍直隶江都县人。明朝進士、翰林。

## 生平
六月十一日生，治诗经。萬曆十六年（1588年）戊子科四川鄉試第六名舉人，二十三年（1595年），劉綱中乙未科會試第二百八十一名，廷試二甲第五十五名進士，兵部觀政，改翰林院庶吉士，期間上書批評萬曆皇帝疏於國事。二十五年八月授為翰林院編修，本年养病。兩年後因事連坐，以京察被降調，萬曆二十八年去世。

## 家族
曾祖劉源，舉人、府通判。祖劉文恂，贡生、主簿，奏聞孝子。父劉應辰，舉人。前母皮氏，母彭氏，庶母曹氏。具庆下。弟劉紀（辛卯解元）。娶王氏。子之祚、之禧、之祉。